# گیفرسپیتز
گیفرسپیتز (به لاتین: Giferspitz) یک کوه در سوئیس است که در کانتون برن واقع شده‌است. گیفرسپیتز ۲٬۵۴۲ متر بالاتر از سطح دریا واقع شده‌است.